# L̥
Cette page contient des caractères spéciaux ou non latins. S’ils s’affichent mal (▯, ?, etc.), consultez la page d’aide Unicode.
L̥ (minuscule : l̥), appelé L rond souscrit, est un graphème utilisé dans l’écriture du jola-kasa et les romanisations ALA-LC de l’assamais, de l’hindi, du kannada, du khmer, du malayalam, du marathi, du mongol, de l’oriya, du sanskrit, du sinhalais, du télougou, et du tibétain.
Il s'agit de la lettre L diacritée d'un rond souscrit.

## Utilisation
Lors de la 10e conférence des orientalistes de Genève de 1894, Ferdinand de Saussure recommande d’utiliser r̥ et l̥ au lieu de ṛ et ḷ pour translitérrer les consonnes syllabiques (par exemple ऋ et ऌ du devanagari) et de la même manière d’utiliser m̥ et n̥ au lieu de ṃ et ṇ.
Les romanisations ISO 15919 et ALA-LC utilisent le l̥ pour translitérer le l syllabique du devanagari, l’écriture bengali, l’écriture gujarati, l’écriture odia, l’écriture kannada, l’écriture télougou, l’écriture malayalam et l’écriture cingalaise.

## Représentations informatiques
Le L rond souscrit peut être représenté avec les caractères Unicode suivants :
- décomposé (latin de base, diacritiques) :

| formes    | représentations | chaînes de caractères | points de code | descriptions                                        |
| --------- | --------------- | --------------------- | -------------- | --------------------------------------------------- |
| majuscule | L̥               | L◌̥                    | U+004C U+0325  | lettre majuscule latine l diacritique rond souscrit |
| minuscule | l̥               | l◌̥                    | U+006C U+0325  | lettre minuscule latine l diacritique rond souscrit |

## Sources
- ALA-LC Romanization Tables.
- (en) « Tenth International Congress of Orientalists held at Geneva », Journal of the Royal Asiatic Society of Great Britain and Ireland,‎ 1895, p. 879-892 (lire en ligne)
- (en) « 10th International Congress of Orientalists held at Geneva », Proceedings of the Asiatic Society of Bengal,‎ 1895, p. 120-129 (lire en ligne)
- Xe Congrès international des orientalistes, session de Genève : Rapport de la commission de transcription, 1894 (lire en ligne), p. 10